# Хар (езеро)
Хар (на монголски: Хар нуур) е сладководно отточно езеро в Западна Монголия, 6-ото по големина в страната. Площта му е 575 km², обемът – 2,422 km², средната дълбочина – 4,2 m, максималната – 7 m.
Езерото Хар е разположено в западната част на Монголия, в южната част на Котловината на Големите езера. Лежи в плоско пустинно понижение на 1132 m н.в., с дължина от североизток на югозапад 37 km и ширина до 24 km. Бреговете му са пустинни, предимно ниски, заети от бархани и солончаци. В него от северозапад се влива река Чоно Харайхин гол, изтичаща от езерото Хар Ус. На североизток чрез къса безименна река се оттича в река Завхан, а на юг чрез къс проток се свързва със соленото езеро Дурген, разположено на същата надморска височина. Богато е на риба.